# Hoplitis gentilis
Hoplitis gentilis là một loài Hymenoptera trong họ Megachilidae. Loài này được Warncke mô tả khoa học năm 1991.